# Johannes Tinctoris
Cet article concerne le musicien. Pour le théologien, voir Johann Tinctor.
Johannes Tinctoris, latinisation de Jehan le Taintenier ou Jean Teinturier, ou Jean de Vaerwere (né vers 1435 à Nivelles,, mort en 1511,) est un compositeur, musicien et théoricien de la musique brabançon de l'École franco-flamande. Auteur du premier dictionnaire de termes musicaux, son œuvre la plus célèbre en tant que compositeur est une messe qui développe le motif musical d'une chanson souvent utilisée à l'époque dans des compositions polyphoniques : L'Homme armé (la Missa "Cunctorum plasmator summus").

## Biographie

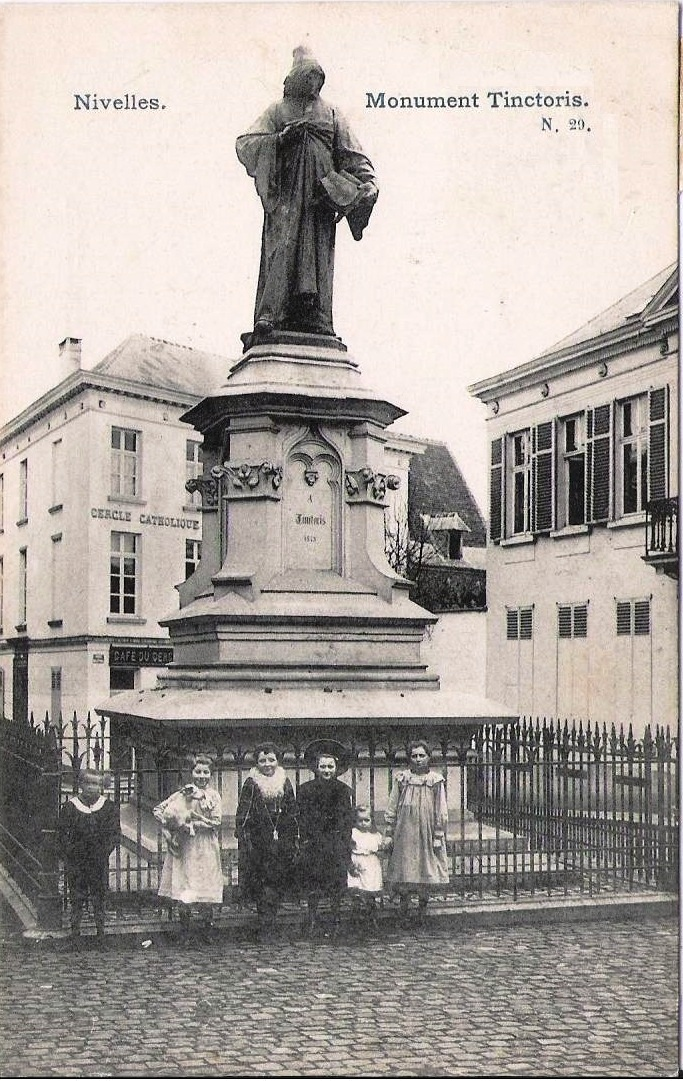
Statue de Johannes Tinctoris à Nivelles vers 1906.

Tinctoris, originaire du Duché de Brabant (dans l'actuelle province du Brabant wallon), peut aussi être considéré comme Orléanais, dans la mesure où il effectua ses études de droit à l'Université d'Orléans. Il y fut élu procurator (représentant) des nombreux étudiants de la Nation germanique et exerça, selon les registres de cette Nation, comme succentor (sous-chantre, en réalité maître de musique et des enfants de chœur) de la cathédrale Sainte-Croix de 1460 à 1465.
De 1474 à 1476, il occupa les mêmes fonctions de maître du chœur à la cathédrale Saint-Lambert de Liège (en Belgique wallonne). De 1476 à 1481, il remplit les fonctions de chantre choriste (c'est-à-dire chanteur, membre du chœur, choriste) et de chapelain auprès du roi Ferdinand Ier de Naples, à Naples. De 1481 à 1483, il fut de nouveau succentor à Liège. Il retourna ensuite à Naples jusqu'en 1487. Cette même année, il séjourna à la cour de Bourgogne et à celle du roi de France Charles VIII, où Ferdinand d'Aragon l'avait chargé de recruter des chantres.
D'autres indications sont plus ou moins incertaines. Tinctoris séjourna à Chartres, comme magister puerorum (maître des enfants et maître du chœur) de la cathédrale Notre-Dame (avant 1474). Bruges (en Belgique, Flandre-Occidentale) se trouva aussi sur son parcours (id.). Il avait également été "petit vicaire" (chantre remplaçant) à Cambrai (1460). À une époque plus tardive, il put aussi séjourner à Nivelles, où il possédait une prébende canoniale. Il semble qu'il était à Rome lors de l'élection du Pape Alexandre VI Borgia, en 1492. Il vivait toujours en Italie en 1495 et chanta comme membre de la chapelle papale jusqu'en 1500.

## Également un musicologue
Tinctoris écrivit de nombreux ouvrages consacrés à l'écriture de la musique. Même si ses travaux ne brillent pas par leur originalité (Tinctoris s'inspire fortement d'auteurs l'ayant précédé, comme Boèce, Isidore de Séville ou d'autres), ils nous dressent un instantané très détaillé des techniques et des procédés employés par les compositeurs de l'époque. Il écrivit le premier dictionnaire des termes musicaux (Diffinitorium musices); un ouvrage sur les caractéristiques des modes musicaux; ainsi qu'un traité sur les proportions (1473), et un livre consacré au contrepoint, particulièrement utile durant cette période charnière entre Guillaume Dufay et Josquin Des Prés, où se développent progressivement l'idée de prééminence d'une voix parmi les contrepoints internes, et la notion d'harmonies à lire verticalement. Voici comment Robert Wangermée explicite la position de Tinctoris à la fois comme musicien et théoricien: 
«  Johannes Tinctoris (originaire de Nivelles) qui vivait à la cour du Roi Ferdinand d'Aragon à Naples [...] a rédigé d'importants traités de "musique pratique" [...] Aux XVe et XVIe siècles, toutes les compositions musicales ont été régies par les lois du contrepoint, mais celles-ci ont connu des variantes selon les époques. Pour Ockeghem et Tinctoris, le contrepoint était une écriture essentiellement horizontale où chacune des voix était perçue comme indépendante des autres. »
Les écrits de Tinctoris influencèrent les compositeurs et les autres théoriciens de la musique de la Renaissance.
Comme la plupart des intellectuels de la Renaissance, Tinctoris s'intéressait à tous les domaines de la connaissance. Il était connu comme clerc, poète, mathématicien, et comme homme de loi ; une source le décrit même comme un peintre accompli.

## Œuvres

### Traités de musique
- Terminorum musicæ diffinitorium (le premier Dictionnaire des termes musicaux). Publié à Trévise, par Gerardo de Lisa, vers 1473, 15 folios. Rééd. : Naples, Francesco Truppo, vers 1487.
- Deux exposés sur la hauteur des sons et sur la notation rythmique : Expositio manus[6] et Proportionale musices (Exposé de la main et De la proportion dans la musique), 1472-73. Le premier exposé traite des règles de la solmisation d'après Guido d'Arezzo.
- Une présentation détaillée du système modal : Liber de natura et proprietate tonorum (Livre de la nature et de la propriété des sons), achevé le 6 novembre 1476, à Naples.
- Liber de arte contrapuncti (Livre sur l'art du contrepoint), achevé le 11 octobre 1477 à Naples, sa contribution majeure concernant les intervalles, la consonance et la dissonance.
- Il consacra une large étude à l'origine de la musique, ses racines, ses différentes évolutions, et ses ramifications à la fois théologiques et métaphysiques, en s'attardant sur la pratique instrumentale et surtout vocale : De inventione et usu musicæ (De l'invention et de l'usage de la musique). La fourchette de datation de cet ouvrage s'étend de 1483 à 1487.
- Et encore : Tractatus de notis et pausis (Traité des notes et des pauses) ; Tractatus de regulari valore notarum (Traité de la valeur régulière des notes), 1474-75 ; Liber imperfectionum musicalium notarum (Livre des imperfections des notes de musique), les perfections correspondant à nos divisions rythmiques ternaires, et les imperfections aux divisions binaires ; Tractatus alterationum (Traité des altérations) ; Scriptum super punctis musicalibus (Écrit sur les points en musique) ; Complexus effectuum musices (Liste des effets de la musique)[7], vers 1474.

- Choix d'éditions :
- Albert Seay, Johannis Tinctoris opera theoretica, I, et IIa, [Rome], 1975, 1978 (le volume IIb n'est jamais paru).
- Edmond de Coussemaker, Œuvres théoriques de Jean Tinctoris..., in : Scriptorum de musica medii ævi nova series, IV, Lille, Lefebvre-Ducrocq, Nouvelle édition, 1875 (tous les traités sauf le De inventione, découvert plus tardivement).

### Compositions musicales
- 4 messes (deux à 3 voix, deux à 4 voix).
- 2 motets à 3 voix : O Virgo miserere ; Virgo Dei throno digna (éd. Venise, Petrucci, 1502).
- 2 motets à 2 voix : Alleluya et Fecit potentiam (ce dernier texte, extrait du Magnificat).
- 7 chansons :

- Vostre regard et Hélas, à 3 voix (éd. in Harmonice Musices Odhecaton, Venise, Petrucci, 1501). Ce recueil a été réédité de 1502 à 1504.
- Le souvenir : deux mises en musique (une à 4 voix et l'autre à 2 voix).
- De tous biens playne ; D'ung aultre amer ; Tout a par moy ; Comme femme, les quatre à 2 voix.
- Les Lamentations du Prophète Jérémie, à 4 voix (éd. Petrucci, in Lamentationes Jeremiæ Prophetæ I, Venise, 1506).
- Un madrigal à 3 voix : O invida fortuna.

- Édition complète :
- Fritz Feldmann puis William Melin, Opera omnia Johanni Tinctoris, [Rome], American Institute of Musicology, 1960, 1976 Corpus mensurabilis musicæ, Nos 18 et 18 A), VI-23 p., XV-146 p. (les autres éditions modernes y sont signalées, N° 18 A, pp. XI-XV).

- Éditions isolées :
- Missa "Cunctorum plasmator summus" (sur L'Homme armé), à 4 voix.
- Missa sine nomine, n° 1 (à 3 voix).
- Virgo Dei throno digna, à 3 voix.
- Vostre regard.
- Hélas.

## Analyse historique
La première biographie de Johannes Tinctoris est écrite de son vivant par Johannes Trithemius dans son Catalogus illustrium virorum germanorum paru à Mayence en 1497.

### Historiographie wallonne
L'historiographie wallonne a remis en cause l'appellation de « compositeur flamand » de Tinctoris et rejette la catégorisation dans une école « franco-flamande ». En effet, avec la montée en puissance des discours communautaires en Belgique au début du XXe siècle, l'historiographie belge doit faire face à quelques voix discordantes qui mettent en cause l'unitarisme et le caractère « flamand » de certains artistes ou courants présentés comme tels. Ainsi, le romaniste belge et militant wallon Maurice Wilmotte reprochait aux Flamands de s'approprier un patrimoine wallon : 
« Les Flamands avaient tout intérêt à cultiver et à renforcer cette légende, ils ont, avec une tranquillité de pirate, annexé soit nos musiciens, Dufay, Pierre de la Rue, Roland de Lassus, soit nos peintres, un Roger de le Pasture et un Patinier, peut-être l'hypothétique maître de la madone de Flémalle. »
Léopold Genicot, historien belge proche du Mouvement wallon, inscrit également Tinctoris dans un « art wallon » : 
« Nous revoilà dans la musique, qui demeurait le grand art wallon. Les Hainuyers continuèrent à en commander l'évolution aussi longtemps que la polyphonie garda la faveur. Dufay l'avait dotée de la messe unitaire, bâtie sur un seul thème. Tinctoris, chanoine de Nivelles, lui consacra douze traités, dont le Terminorum musicæ definitiorum, ancêtre des dictionnaires musicaux. »